# Râul Frata
Râul Frata este un afluent al Pârâului de Câmpie din județul Mureș

## Hărți
- Harta județului Mureș